# Euphorbia epicyparissias
Euphorbia epicyparissias là một loài thực vật có hoa trong họ Đại kích. Loài này được (E.Mey. ex Klotzsch & Garcke) Boiss. mô tả khoa học đầu tiên năm 1862.